# Arcanum: Of Steamworks and Magick Obscura
Arcanum: Of Steamworks and Magick Obscura (позната още като Arcanum) е компютърна ролева игра, разработена от Troika Games и публикувана от Sierra Entertainment. Разпространена в Северна Америка и Европа през август 2001 година за Microsoft Windows. Още с дебюта си заема четвърто място в класацията на NPD Intelect за най-добре продавана игра и става най-продаваното заглавие на Troika с 234 000 копия и приходи от 8,8 милиона долара.